# Koreyoshi Kurahara
Koreyoshi Kurahara (蔵原 惟繕, Kurahara Koreyoshi), né le 31 mai 1927 et mort le 28 décembre 2002, est un réalisateur et scénariste de films japonais.

## Biographie
Koreyoshi Kurahara fait ses études en cinéma à l'université Nihon. Il est le frère aîné du réalisateur Koretsugu Kurahara (ja).
Ses études achevées, en 1952, il est embauché comme assistant directeur par les studios Shōchiku de Kyoto. Deux ans plus tard, il quitte ce poste pour entrer aux studios Nikkatsu, où il travaille surtout comme assistant directeur en chef pour le réalisateur Eisuke Takizawa.
Il réalise en 1957 son premier film, J'attends (俺は待ってるぜ, Ore wa matteruze), mettant en vedette Yūjirō Ishihara, et gagne la réputation d'un metteur en scène qui utilise des mouvements et des angles de caméra soignés et expressifs. Dans plusieurs des films qu'il réalise au cours des années qui suivent, il collabore de nouveau avec Yūjirō Ishihara et avec l'actrice Ruriko Asaoka.
En 1960, il réalise Intimidation (ある脅迫, Aru kyōhaku), le premier film noir japonais. En 1964, Le Soleil noir (黒い太陽, Kuroi taiyō) est le récit d'un amitié entre un GI noir et un jeune vagabond japonais obsédé par le jazz. Les deux hommes deviennent des hors-la-loi et le film dépeint leur lien grandissant, révélateur d'un choc culturel aussi absurde que tragique.
Après 1967, Soif d'amour (愛の渇き, Ai no kawaki) est le premier d'une série de succès populaires importants qui culmine, en 1983, avec Antarctica (南極物語, Nankyoku monogatari), dont les recettes s'élèvent à 5,9 millions de yen, un record. Le film se maintient à la première place du box office japonais jusqu'à ce qu'il soit surpassé, en 1997, par le film d'animation Princesse Mononoke de Miyazaki Hayao.
Entre 1955 et 1991, Koreyoshi Kurahara aura réalisé 43 films et écrit 4 scénarios.

## Filmographie

### Assistant réalisateur
- 1956 : Passions juvéniles (狂った果実, Kurutta kajitsu?) de Kō Nakahira
- 1956 : L'Homme à abattre (狙われた男, Nerawareta otoko?) de Kō Nakahira[2]

### Réalisateur
- 1957 : J'attends (俺は待ってるぜ, Ore wa matteruze?)
- 1958 : L'Homme au milieu du brouillard (霧の中の男, Kiri naka no otoko?)
- 1958 : Fūsoku 40 mētoru (風速４０米?)
- 1958 : Arashi no naka o tsuppashire (嵐の中を突っ走れ?)
- 1959 : Dai san no shikaku (第三の死角?)
- 1959 : La Femme qui vient du fond de l'océan (海底から来た女, Kaitei kara kita onna?)
- 1959 : Dynamite ni hi o tsukero (爆薬に火をつけろ?)
- 1959 : Jigoku no magarikado (地獄の曲り角?)
- 1959 : Warera no jidai (われらの時代?)
- 1960 : Kyōnetsu no kisetsu (狂熱の季節?)
- 1960 : Intimidation (ある脅迫, Aru kyōhaku?)
- 1961 : Yaburekabure (破れかぶれ?)
- 1961 : Kono wakasa aru kagiri (この若さある限り?)
- 1961 : Umi no shōbushi (海の勝負師?)
- 1961 : Arashi o tsukkiru jetto-ki (嵐を突っ切るジェット機?)
- 1962 : Ginza no koi no monogatari (銀座の恋の物語?)
- 1962 : Un type méprisable (憎いあンちくしょう, Nikui an-chikushō?)
- 1962 : Garasu no jonī: Yajū no yō ni miete (硝子のジョニー 野獣のように見えて?)
- 1962 : Mekishiko mushuku (メキシコ無宿?)
- 1963 : Nanika omoshiroi koto nai ka (何か面白いことないか?)
- 1964 : Le Soleil noir (黒い太陽, Kuroi taiyō?)[3]
- 1964 : Dévotion ardente (執炎, Shūen?)[4]
- 1965 : Yoake no uta (夜明けのうた?)
- 1966 : Cœur de Hiroshima (愛と死の記録, Ai to shi no kiroku?)[5]
- 1967 : Soif d'amour (愛の渇き, Ai no kawaki?)[6],[7]
- 1969 : Safari 5000 (栄光への5000キロ, Eiko e no 5,000 kiro?)
- 1973 : Hi wa shizumi, hi wa noboru (陽は沈み陽は昇る?)
- 1975 : Ame no Amsterdam (雨のアムステルダム?)
- 1978 : Kita-kitsune monogatari (キタキツネ物語?) (documentaire)
- 1980 : Zou monogatari (象物語?) (documentaire)
- 1981 : The Gate of Youth (青春の門, Seishun no mon?) coréalisé avec Kinji Fukasaku
- 1982 : Seishun no mon: Jiritsu hen (青春の門 自立篇?)
- 1983 : Antarctica (南極物語, Nankyoku monogatari?)
- 1985 : Haru no kane (春の鐘?)
- 1986 : La Route ou Des gens sans importance (道, Michi?)[8]
- 1988 : Umi e (海へ Ｓｅｅ Ｙｏｕ?)
- 1991 : Sutoroberi rodo (ストロベリーロード?)
- 1995 : Hiroshima coréalisé avec Roger Spottiswoode (téléfilm)

### Scénariste
- 1967 : Soif d'amour (愛の渇き, Ai no kawaki?)
- 1978 : Kita-kitsune monogatari (キタキツネ物語?) (documentaire)
- 1983 : Antarctica (南極物語, Nankyoku monogatari?)
- 2006 : Antartica, prisonniers du froid (Eight Below) de Frank Marshall

### Producteur
- 1983 : Antarctica (南極物語, Nankyoku monogatari?)

### Monteur
- 1983 : Antarctica (南極物語, Nankyoku monogatari?)

## Récompenses et distinctions
- 1991 : médaille au ruban pourpre
- 2003 : prix spécial du film Mainichi pour l'ensemble de sa carrière[9]
- 2003 : prix spécial de la Japan Academy pour l'ensemble de sa carrière[10]